# Túcume
Túcume ist eine Stadt in der Provinz Lambayeque in der Region Lambayeque in Nordwest-Peru. Die Stadt ist Verwaltungssitz des gleichnamigen Distrikts. Beim Zensus 2017 wurden 9241 Einwohner gezählt. 10 Jahre zuvor lag die Einwohnerzahl bei 7916.
Die Stadt liegt 23 km nördlich der Provinzhauptstadt Lambayeque in der ariden Küstenebene von Nordwest-Peru. In der Umgebung wird bewässerte Landwirtschaft betrieben. Die Fernstraße Lambayeque–Chulucanas führt an Túcume vorbei. Etwa zwei Kilometer östlich der Stadt erhebt sich ein Hügel aus dem Flachland. Auf diesem befinden sich die so genannten Pyramiden von Túcume, ein archäologischer Fundplatz aus der vorkolumbianischen Zeit.